# Prawdziwość formuły zdaniowej
Formuła zdaniowa A danego języka pierwszego rzędu jest prawdziwa przy interpretacji {\displaystyle M=<U,\Delta >} tego języka wtw formuła zdaniowa A jest spełniona przy interpretacji M przez każde M-wartościowanie.
Czyli innymi słowy
{\displaystyle M\models A} wtw dla każdego M-wartościowania s, {\displaystyle M\models A[s]}
Zbiór wszystkich formuł zdaniowych rozważanego języka, które są prawdziwe przy interpretacji M tego języka oznaczmy symbolem Vr(M).
Formuła zdaniowa A jest fałszywa przy interpretacji M wtw dla każdego M-wartościowania s zachodzi:
{\displaystyle Mnon\models A[s]}